# Klášter Schlägl
Klášter Schlägl (latinsky Slaga nebo Plaga, česky Drkolná) je dosud činný premonstrátský klášter s kostelem Nanebevzetí Panny Marie, stojící v hornorakouském městě Schlägl (Drkolná), v oblasti Mühlviertel na pomezí rakousko-české státní hranice.

## Historie kláštera
Drkolenský klášter v lesích na jižních svazích Šumavy založil Kalhoch II. z Falkenštejna v roce 1204, původně jako cisterciáckou fundaci s názvem Slaga. Nový konvent byl do Schläglu vyslán z německého mateřského kláštera v Langheimu u Bamberka. V zimě 1214–1215 jejich opat Theoderich zemřel vysílením a brzy na to se cisterciáčtí mniši, snad i kvůli špatnému klimatu, vrátili zpět do mateřského kláštera. Fundátor Kalhoch roku 1218 změnil fundaci na premonstrátskou, přeložil klášter na vhodnější místo a 8. června 1218 povolal řeholníky z kláštera v Milevsku. Kalhoch († 1228) a jeho manželka Alžběta († 1225) byli v klášterním kostele pohřbeni a z 15. století pochází jejich náhrobní deska, nyní pouhý epitaf ve stěně, významný jako heraldická památka. 
Na počátku 13. století byl premonstrátský klášter několikrát obdarován českými pány Vítkem z Krumlova a Vokem z Rožmberka. Nejvyšší komoří věnoval klášteru patronátní právo k farnímu kostelu ve Frymburku i s Frymburkem a nějakými pozemky. V roce 1251 se připomíná probošt zdejšího kostela Heinricus de Slage.
V letech 1481-1490 byla postavena při vstupu do klášterního areálu opevněná věž.
V období reformace byl klášter v úpadku a roku 1627 jeho stavby zachvátil požár. Raně barokní obnovu budov s knihovnou a stájemi poškodil požár z roku 1850, po němž následovala novobarokní přestavba. V roce 1898 byla zřízena klášterní galerie.

## Současnost
Konvent patří k největším dosud činným kanoniím řádu premonstrátů ve střední Evropě. V současnosti má 36 kanovníků, několik z nich vykonává duchovní správu v kostelech oblasti Mühlviertel. 

## Architektura a vybavení
Kostel: nejstarší dochovanou částí klášterního areálu je románská chrámová krypta z 1. poloviny 13. století a základy raně gotického  závěru trojodního kostela. Vrcholně gotická architektura trojlodí byla později silně přestavěna.  
- Hlavní oltář: obrazy Nanebevzetí Panny Marie a v nástavci Korunování Panny Marie namaloval Augustin Palme.
- pozdně gotická kaple sv. Víta s původní klenbou s přetínanými žebry a svorníkem fundátora Mikuláše IV. ze Schestau (1501), na oltáři pozdně gotické sochy Ukřižovaného Krista mezi Pannou Marií a sv. Janem evangelistou
- Ostatní zařízení je převážně novobarokní a klasicistní

Klášterní budovy tvoří kompaktní celek, hlavní portál je raně barokní z let 1634-1636, s cennými mramorovými sochami sv. Norberta a sv. Augustina od  Hanse Perneggera. 
- V klášterní galerii je nejstarším obrazem gotická desková malba Panny Marie klasové z roku 1413.
- Kašnu z let (1623-1629) vytesal ze žuly H.Getzinger, od něj jsou také maskarony na fasádě konventu.
- Kapitulní síň a refektář jsou raně barokní.

Klášter provozuje vlastní ubytovací zařízení, pivovar s vyhlášenou značkou piva a restauraci. 

## Galerie
- Pohled na klášter z roku 1674
- Epitaf zakladatele Kalhocha II. z Falkenštejna a jeho manželky Alžběty
- Madona klasová z roku 1413
- Hlavní oltář Nanebevzetí Panny Marie, obraz Augustin Palme, 1824
- Románská krypta